# يون بيت غارام
يون بيت غارام (بالكورية: 윤빛가람) (من مواليد 7 مايو 1990) هو لاعب كرة قدم محترف في كوريا الجنوبية. اشتهر بمهارته في تسجيل الأهداف من خط الوسط ولقب باسم مايكل بالاك الكوري.

## مسيرته الكروية
في 7 فبراير 2021، سجل يون هدف التعادل في الدقيقة 62 من المباراة التي خسرها فريقه 3-1 ضد الدحيل القطري في مباراة تحديد المركز الخامس من كأس العالم للأندية 2020.

## مسيرته الدولية
في كأس آسيا 2011، شارك كبديل أمام إيران في ربع النهائي على ملعب نادي قطر الرياضي. ضمن هدفه في الوقت الإضافي فوز كوريا الجنوبية على إيران والتأهل إلى الدور نصف النهائي ضد اليابان. 

## إنجازاته
أولسان هيونداي
- دوري أبطال آسيا : 2020

### فردية
- أفضل 11 لاعب في الدوري الكوري : 2010 ، 2011
- أفضل لاعب ناشئ في الدوري الكوري : 2010
- أفضل لاعب في دوري أبطال آسيا : 2020

## روابط خارجية
- يون بيت غارام على موقع الاتحاد الدولي (مؤرشف)  (الإنجليزية)
- يون بيت غارام على موقع دوري كوريا الجنوبية (الإنجليزية)
- يون بيت غارام على موقع قاعدة بيانات كرة القدم.إي يو (الإنجليزية)
- يون بيت غارام على موقع ناشيونال فوتبول تيمز (الإنجليزية)
- يون بيت غارام على موقع Soccerway.com (الإنجليزية)